# 바헤닝언

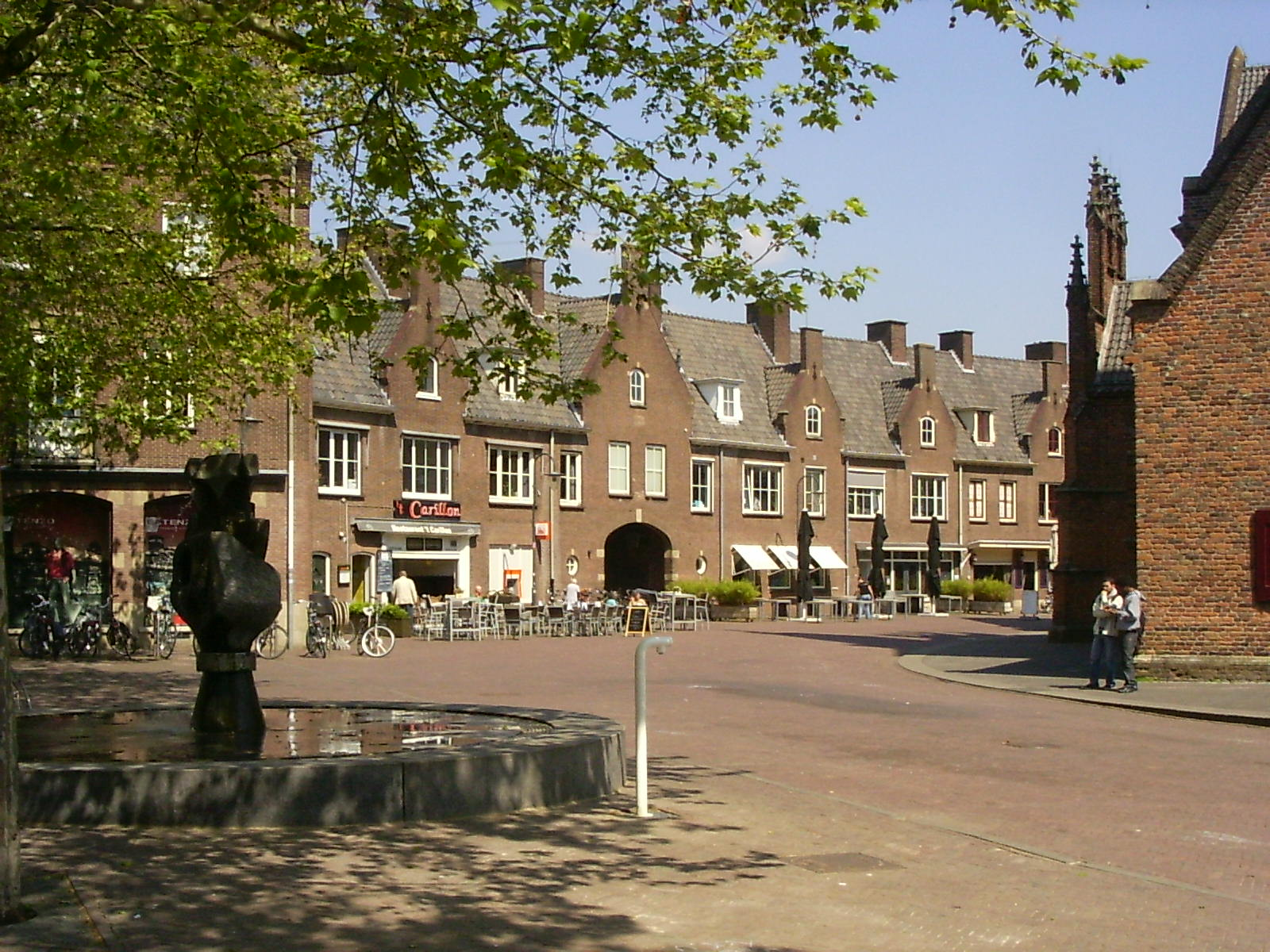
바헤닝언

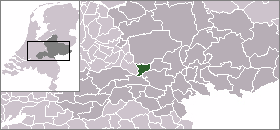
바헤닝언의 위치

바헤닝언(네덜란드어: Wageningen)은 네덜란드 헬데를란트주의 도시로 면적은 32.36km2, 높이는 9m, 인구는 37,434명(2014년 5월 기준), 인구 밀도는 1,228명/km2이다. 생명과학의 중심 도시로 여겨진다.

시기
시 문장